# Gusum
Gusum is een plaats in de gemeente Valdemarsvik in het landschap Östergötland en de provincie Östergötlands län in Zweden. De plaats heeft 1221 inwoners (2005) en een oppervlakte van 163 hectare.